# Петар Крешимир IV
Петар (Пётр) Крешимир IV (хорв. Petar Krešimir IV) — король Хорватии из династии Трпимировичей, правивший в 1059—1074 годах. При нём хорватское королевство достигло пика своего могущества.
Петар Крешимир взошёл на трон после своего отца, Степана I. В основном он продолжал его линию на экономические реформы и воссоединение всех хорватских земель в одном государстве, однако действовал намного решительней и успешней.

## Территориальное расширение

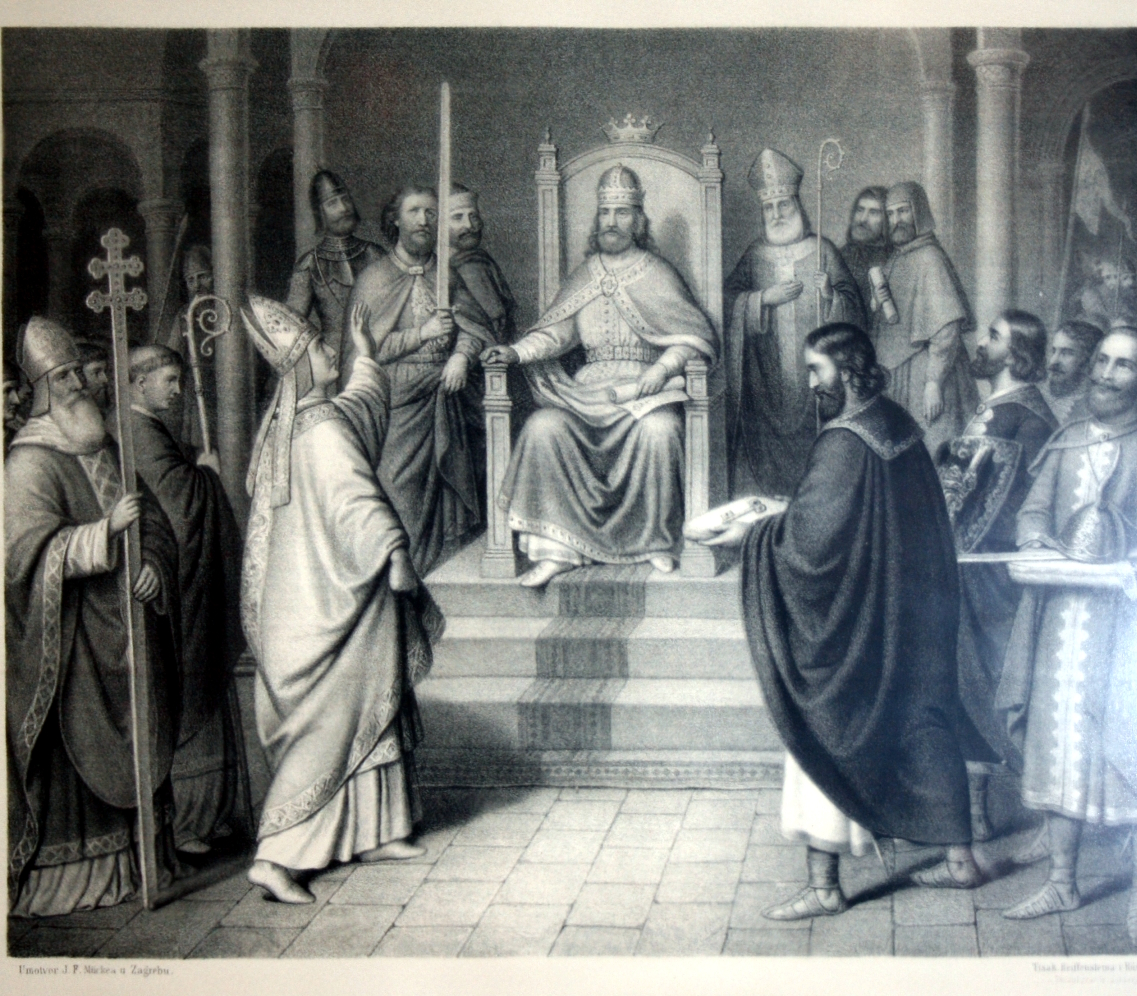
Жители Сплита признают Петара Крешимира IV своим королём

Крупнейшим успехом короля Петара Крешимира стал договор с Византией 1069 года, согласно которому побережье Адриатики с важными портовыми городами, за которые с переменным успехом хорватское королевство боролось более ста лет, перешло под власть Хорватии. Установление полноценного хорватского контроля над Задаром, Трогиром, Сплитом и другими городами не только устранило формальную принадлежность этих земель Византии, но и ограничило влияние на них Венеции. Петар Крешимир весь период своего правления имел резиденцию в приморских Биограде, Нине и основанном им Шибенике, подчёркивая важность Далмации для хорватского государства. В том же 1069 году он даровал небольшой остров Маун около Нина задарскому бенедиктинскому монастырю. В грамоте, дошедшей до нас, говорится, что остров передаётся в благодарность за «распространение королевства на суше и на море по милости Бога всемогущего». В грамоте подчёркивается, что остров Маун — «наш собственный остров, лежащий в нашем собственном Адриатическом море».
Другой нерешённой с 1027 года территориальной проблемой оставалась Славония, которая управлялась как де-факто независимое государство представителями старшей ветви Трпимировичей, Светославичами (хорватский трон с 1000 года принадлежал младшей ветви — Крешимировичам). Король успешно решил и эту проблему, сделав бана Славонии Дмитара Звонимира своим главным советником и даровав ему титул бана Хорватии. Кроме Славонии Петар Крешимир успешно и мирно реинтегрировал в состав королевства часть Паннонии. Обширные территориальные приобретения привели к тому, что территория хорватского королевства достигла максимальных размеров в истории, превзойдя размерами даже державу Томислава I.

## Церковный вопрос
В правление Петара Крешимира с новой силой разгорелся церковный вопрос, связанный с обрядом и языком богослужения. Несмотря на то, что сплитские соборы ещё в 30-х годах X века постановили о необходимости служить мессу на латыни, в большей части страны эти решения игнорировались, мессу продолжали служить на хорватском, а богослужебные книги писать глаголицей. Отчасти это было вызвано патриотическими соображениями, а отчасти просто незнанием латыни хорватским клиром. Хорватские священники, кроме того, не соблюдали обязательный целибат, который в латинской церкви в XI веке утвердился почти повсеместно.
В 1059 году папа Николай II вновь обратился с призывом к хорватскому королю реформировать богослужение по стандартам римского обряда. Такое внимание к Хорватии со стороны папского престола, до этого закрывавшего глаза на церковную ситуацию здесь, было вызвано Великим расколом христианской церкви 1054 года. Несмотря на то, что Хорватия с VIII века была тесно связана с западным миром, определённая независимость хорватов в церковной жизни и союзнические отношения с Византией вызывали у Рима опасения, что они также могут оказаться под влиянием Константинополя и уйти в раскол.

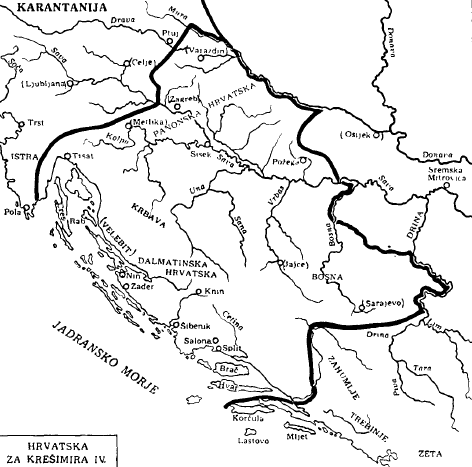
Хорватия

Король и высшее духовенство страны вняли папским призывам и начали постепенную латинизацию хорватской церкви, натолкнувшуюся, впрочем, на сопротивление со стороны низшего клира и простого народа. В 1064 году на церковном синоде часть духовенства, наиболее яростно сопротивлявшегося реформам, подверглась экскоммуникации. Реформы достигли успеха лишь отчасти, прочнее привязав Хорватию к католицизму и западному миру. Что касается использования славянского языка и глаголицы в богослужении, то оно сохранялось (впоследствии в узаконенном порядке) вплоть до XX века (см. Глаголический обряд).

## Общество и экономика
Важным вопросом общественной жизни страны была интеграция в хорватское общество романского населения далматинских городов. В течение X—XI веков в крупных далматинских городах сложилась собственная система управления, основанная на власти знатных семейств (нобилитета), правивших городами, как независимыми единицами. Население Далмации было смешанным славянско-романским, а самосознание жителей — местным (они называли себя «сплитчане», «трогирцы» и др.). Политика Петара Крешимира была разумной, он грамотно поддерживал прохорватские настроения среди могущественной далматинской знати и успешно боролся с недовольными.
При правлении Петара Крешимира росли феодальные семьи, как числом, так и могуществом. К концу жизни короля феодализм, как система общественных отношений, полностью закрепился на всей хорватской территории. Продолжалось бурное развитие городов, как в прибрежной, так и в континентальной части. Было основано много новых монастырей.

## Внешняя политика
Петар Крешимир удачно воспользовался трудными временами у Византии, которая вела войны одновременно в Малой Азии с турками-сельджуками и с норманнами в Южной Италии. По договору 1069 года он стал полноправным правителем Далмации, избежав при этом византийского назначения в качестве проконсула, формально подтверждавшего ранее принадлежность далматинских городов Византии. Папа Александр II подтвердил принадлежность Далмации хорватской короне, даровав Крешимиру титул «король Хорватии и Далмации» (лат. rex Croatiae et Dalmatiae).
В 1072 году король Хорватии оказал поддержку восстанию против Византии в Дукле под руководством Георгия Войтеха и Константина Бодина. Восстание началось после катастрофической для империи битве при Мацикерте, однако, несмотря на поддержку, восстание провалилось.
В царствование Крешимира IV норманны впервые оказались вовлечены в балканскую политику. В 1075 году норманнский граф Амико вторгся в Хорватию и осадил Раб. Хотя он не смог взять город, в руки к норманнам при неизвестных обстоятельствах попал сам король Петар Крешимир.

## Смерть
Несмотря на обещания громадного выкупа, король так и не был освобождён и умер в плену. Поскольку единственным ребёнком короля была дочь Неда(1065-1157), трон перешёл к Дмитару Звонимиру. В 1075 году король был похоронен в королевской усыпальнице в Солине. Его могила, как и другие захоронения, были позднее уничтожены турками.

## Признание

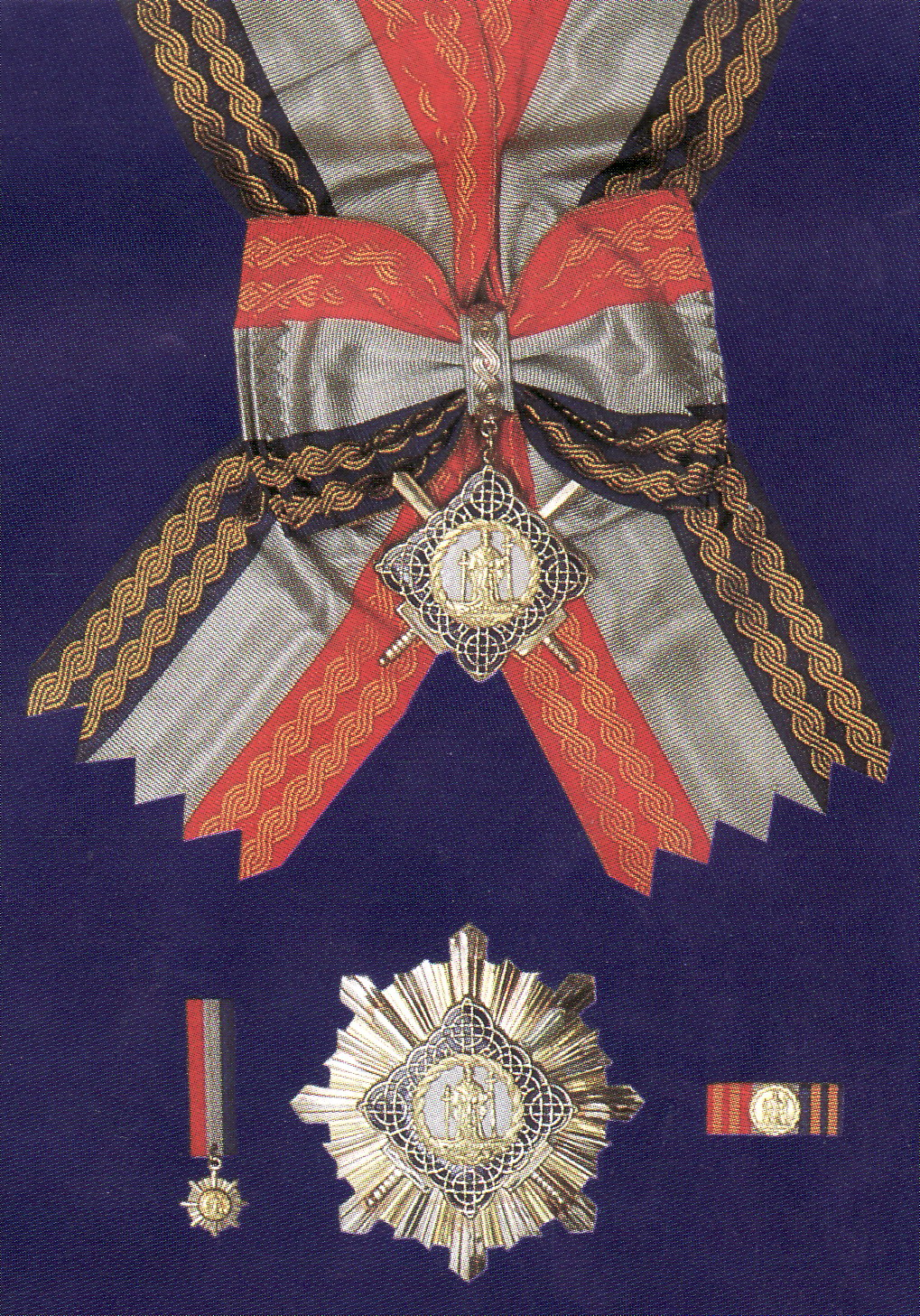
Орден Короля Петара Крешимира IV

Крешимир некоторыми историками расценивается как один из самых великих хорватских правителей. Фома Сплитский назвал его «великий» в своей работе «Historia Salonitana».
В честь короля назван ракетный катер ВМС Хорватии серии «Краль» «Краль Петар Крешимир»
В 1995 году в Хорватии учреждён Орден Короля Петара Крешимира IV. В городе Шибеник установлен памятник Крешимиру IV, в его честь названы школы.